# 老爸老妈的浪漫史 (第一季)
《老爸老妈的浪漫史》第一季（英語：How I Met Your Mother Season 1），美国情境喜剧，由2030年的泰德·莫斯比向他的孩子——還有屏幕前的我們——講述他當年是如何遇到孩子他娘的。不過全劇主要講的卻是，在正式與孩子他娘交往前，泰德和他最重要的4位好友一起在紐約生活的故事。劇集由卡特·贝斯和克雷格·托馬斯創作，第一季於2005年9月19日至2006年5月15日在CBS電視台播出，共22集。

## 剧情
2030年，泰德·莫斯比坐在他的女兒和兒子的旁邊，講述他如何遇見他們母親的故事。
故事開始於2005年，泰德是一個27歲的單身建築師，與他大學認識的兩位好朋友一起生活；馬修·艾里克森是一位法學院學生，莉莉·艾爾德林則是一名幼兒園老師，跟馬修在一起將近9年時，馬修向她求婚。他們訂婚後讓泰德對婚姻充滿了憧憬，想要找尋他的靈魂伴侶，自認為是泰德最好朋友的巴尼·斯廷森對他這樣的想法不甚認同，他們兩是在酒吧廁所的小便池旁認識的。巴尼白天是一間神秘企業的白領人士，晚上則是是個沉溺女色的花花公子。
泰德開始他尋找完美配偶的旅程，遇見了一個雄心勃勃的年輕記者羅賓·史伯斯基，並很快地愛上她，然而羅賓對於感情關係並不著急，因此兩人決定當朋友就好。未來的泰德在講述故事時，透露羅賓並不是孩子們的母親，因為他在孩子面前都稱呼羅賓為「羅賓阿姨」。
泰德之後在朋友的婚禮裡遇見了維多利亞，兩人並開始交往，這卻讓羅賓很嫉妒並意識到她確實對泰德有感情。維多利亞之後搬到了德國繼續進修烹飪，並和泰德嘗試長距離異地戀。當泰德得知羅賓對他有感情時，他告訴她他已經跟維多利亞分手了，但其實他們還沒分。在泰德跟羅賓幾乎要發生性行為時，維多利亞打電話來，而羅賓意外的接起電話。此事件之後，泰德和維多利亞分手了，羅賓也很生氣泰德欺騙她，但經一番波折後他們最終還是在一起並開始約會。
同時，莉莉開始覺得，她跟馬修在一起後，錯過了很多人生機會，因此決定爭取舊金山的藝術獎學金，此舉成爲她與馬修分手的導火線。泰德跟羅賓第一次過夜後，回到自己的公寓，卻發現馬修淋著雨坐在公寓大樓門口的階梯上，手上拿著給莉莉的訂婚戒指顯示出兩人已經分手，本季結束。

## 演员

### 主演
- 喬什·拉德諾 饰 泰德·莫斯比（22集）
- 傑森·席格爾 饰 馬修·艾利克森（22集）
- 蔻碧·史莫德 饰 羅賓·什貝斯基（22集）
- 尼爾·派屈克·哈里斯 饰 巴尼·斯廷森（22集）
- 艾莉森·漢尼根 饰 莉莉·艾爾德林（22集）
- 鮑勃·薩格 饰 2030年的泰德（旁白，22集）

### 常设
- 琳德茜·馮塞卡 饰 泰德将来的女儿（10集）
- 大衛·亨利 饰 泰德将来的儿子（10集）
- 阿什莉·威廉姆斯（英语：Ashley Williams (actress)） 饰 维多利亚（Victoria，6集）
- 马歇尔·马内什（英语：Marshall Manesh） 饰 司机兰吉特（Ranjit，3集）
- 乔·涅维斯（Joe Nieves）饰 酒吧掌柜卡尔·“麦克拉伦”（Carl "MacLaren"，5集）
- 夏琳·阿莫娅（英语：Charlene Amoia） 饰 酒吧女侍应温蒂（Wendy，2集）

### 客串
- 阿萊克斯·德尼索夫 饰 桑迪·里弗斯（Sandy Rivers，3集）
- 大衛·伯卡 饰 莉莉高中男友“小摩托”（Scooter，1集）
- 布莱恩·卡伦（英语：Bryan Callen） 饰 比尔森（Bilson，1集）

## 集数列表
| 總集數 | 集數 （季） | 標題                                                   | 導演          | 編劇                        | 首播日期       | 製作 代碼 | 美国收視人數 （百萬） |
| ------ | ----------- | ------------------------------------------------------ | ------------- | --------------------------- | -------------- | --------- | --------------------- |
| 1      | 1           | 首播集 Pilot                                           | 帕梅拉·弗莱曼 | 卡特·贝斯 & 克雷格·托马斯   | 2005年9月19日  | 1ALH79    | 110.94                |
| 2      | 2           | 紫色長頸鹿 Purple Giraffe                              | 帕梅拉·弗莱曼 | 卡特·贝斯 & 克雷格·托马斯   | 2005年9月26日  | 1ALH01    | 110.40                |
| 3      | 3           | 自由的甜味 Sweet Taste of Liberty                      | 帕梅拉·弗莱曼 | 菲尔·罗德 & 克里斯·米勒     | 2005年10月3日  | 1ALH02    | 110.44                |
| 4      | 4           | 襯衫輪回 Return of the Shirt                           | 帕梅拉·弗莱曼 | Kourtney Kang               | 2005年10月10日 | 1ALH03    | 19.84                 |
| 5      | 5           | 一般棒 Okay Awesome                                    | 帕梅拉·弗莱曼 | Chris Harris                | 2005年10月17日 | 1ALH04    | 110.14                |
| 6      | 6           | 放蕩南瓜 Slutty Pumpkin                                | 帕梅拉·弗莱曼 | Brenda Hsueh                | 2005年10月24日 | 1ALH05    | 10.89                 |
| 7      | 7           | 牽綫搭橋 Matchmaker                                    | 帕梅拉·弗莱曼 | 山姆·约翰逊 & 克里斯·马西尔 | 2005年11月7日  | 1ALH07    | 110.55                |
| 8      | 8           | 決鬥 The Duel                                          | 帕梅拉·弗莱曼 | 格洛里娅·卡尔德龙·凯利特    | 2005年11月14日 | 1ALH06    | 110.35                |
| 9      | 9           | 滿腹吐綬 Belly Full of Turkey                          | 帕梅拉·弗莱曼 | 菲尔·罗德 & 克里斯·米勒     | 2005年11月21日 | 1ALH09    | 110.29                |
| 10     | 10          | 鳳梨事件 The Pineapple Incident                        | 帕梅拉·弗莱曼 | 卡特·贝斯 & 克雷格·托马斯   | 2005年11月28日 | 1ALH08    | 112.27                |
| 11     | 11          | 加長禮車 The Limo                                      | 帕梅拉·弗莱曼 | 山姆·约翰逊 & 克里斯·马西尔 | 2005年12月19日 | 1ALH10    | 110.36                |
| 12     | 12          | 婚禮 The Wedding                                       | 帕梅拉·弗莱曼 | Kourtney Kang               | 2006年1月9日   | 1ALH11    | 111.49                |
| 13     | 13          | 前奏，起 Drumroll, Please                              | 帕梅拉·弗莱曼 | 格洛里娅·卡尔德龙·凯利特    | 2006年1月23日  | 1ALH12    | 110.82                |
| 14     | 14          | 拉、拉、拉鏈 Zip, Zip, Zip                             | 帕梅拉·弗莱曼 | Brenda Hsueh                | 2006年2月6日   | 1ALH13    | 110.94                |
| 15     | 15          | 遊戲之夜 Game Night                                    | 帕梅拉·弗莱曼 | Chris Harris                | 2006年2月27日  | 1ALH14    | 19.82                 |
| 16     | 16          | 紙杯蛋糕 Cupcake                                       | 帕梅拉·弗莱曼 | Maria Farrari               | 2006年3月6日   | 1ALH15    | 110.15                |
| 17     | 17          | 融入猩生活 Life Among the Gorillas                     | 帕梅拉·弗莱曼 | 卡特·贝斯 & 克雷格·托马斯   | 2006年3月20日  | 1ALH16    | 19.80                 |
| 18     | 18          | 凌晨兩點之後沒啥好事 Nothing Good Happens After 2 A.M. | 帕梅拉·弗莱曼 | 卡特·贝斯 & 克雷格·托马斯   | 2006年4月10日  | 1ALH17    | 17.65                 |
| 19     | 19          | 律師助手瑪麗 Mary the Paralegal                        | 帕梅拉·弗莱曼 | Chris Harris                | 2006年4月24日  | 1ALH18    | 17.60                 |
| 20     | 20          | 最佳畢業舞會 Best Prom Ever                            | 帕梅拉·弗莱曼 | Ira Ungerleider             | 2006年5月1日   | 1ALH19    | 17.24                 |
| 21     | 21          | 牛奶 Milk                                              | 帕梅拉·弗莱曼 | 卡特·贝斯 & 克雷格·托马斯   | 2006年5月8日   | 1ALH20    | 18.07                 |
| 22     | 22          | 拜托 Come On                                           | 帕梅拉·弗莱曼 | 卡特·贝斯 & 克雷格·托马斯   | 2006年5月15日  | 1ALH21    | 18.64                 |